# Oxychilus altimirai
Oxychilus altimirai is een slakkensoort uit de familie van de Oxychilidae. De wetenschappelijke naam van de soort is voor het eerst geldig gepubliceerd in 1972 door Riedel.